# Rézentières
Rézentières é uma comuna francesa na região administrativa de Auvérnia-Ródano-Alpes, no departamento de Cantal. Estende-se por uma área de 12,9 km². Em 2010 a comuna tinha 111 habitantes (densidade: 8,6 hab./km²).